# 福爾摩莎債券
福爾摩莎債券，是在台灣發行的債券，但是是以外幣計價的貨幣債券。這些債券是由已上市的境外金融機構的在臺分支機構在台灣發行並上市交易，且必須有BBB或更高以上的信用評級。
這個平台主要是對外幣有需求的台灣企業，也可利用這個平台對國內外籌資，進而吸引外國符合標準的外國機構來台發行債券。
中華民國金融監督管理委員會委員李賢源希望使中華民國的資本市場加速與國際接軌，有效擴大台灣資本市場規模，期吸引外國資金長期進入中華民國資本市場；遠期目標朝向發展台灣成為亞太區外幣債券中心與資產管理中心。

## 歷史
2006年11月1日，推動福爾摩莎債券的主要設計者是中華民國金融監督管理委員會委員李賢源。

## 交易
在可進行交易的債券中必須要有BBB或以上的信用評級。

## 關聯項目
- 债券
- 國際債券（Eurobond）
- 寶島債